# Compsocidaris
Compsocidaris is een geslacht van zee-egels uit de familie Cidaridae.

## Soorten
- Compsocidaris pyrsacantha Ikeda, 1939